# Life for Rent
Life for Rent è il secondo album della cantante britannica Dido, uscito il 29 settembre 2003. Il disco è stato prodotto da Rollo Armstrong, fratello della cantante, e dal produttore statunitense Rick Nowels. L'album è stato preceduto dal singolo White Flag, che ha avuto enorme successo in tutto il mondo. Dall'album in seguito sono stati estratti anche Life for Rent, Don't Leave Home e Sand in My Shoes. Stoned, il secondo brano dell'album, benché non sia mai stato pubblicato come singolo, ha ottenuto una discreta popolarità nei nightclub statunitensi. Life for Rent è rimasto diciotto settimane non consecutive in vetta agli album più venduti in Europa, ed è il quarto album più venduto al mondo nel 2003.

## Descrizione
Life for Rent si apre con White Flag, canzone che ricorda a Slant Magazine una Nothing Compares 2 U di Sinéad O'Connor al sintetizzatore. Nel testo del brano, la protagonista rifiuta di arrendersi e sventolare bandiera bianca. Il sound del brano è complesso, caratterizzato da archi e un outro al pianoforte. La seconda canzone, Stoned, ha un'atmosfera dance, ricorda 1.Outside di David Bowie del 1995.  La canzone successiva, Life for Rent, è caratterizzata da una melodia tranquilla e un testo intenso. Con un'apertura alla chitarra acustica, prosegue scandita da un beat hip-hop accompagnato dalla chitarra. "Nothing I have is truly mine" (it. Nulla di ciò che posseggo è veramente mio) ripete la cantante a fine brano. Mary’s in India è un brano riflessivo dedicato a un'amica all'estero, come suggerisce il titolo, e al vuoto lasciato presso chi le vuole bene. Il quinto brano, See You When You're 40, è una sobria ballata con elementi sinfonici, con un beat che la avvicina al trip hop. La sesta canzone, Don't Leave Home, parla di rintanarsi in casa con porte e infissi chiusi, ma tratta il tema della dipendenza da stupefacenti, con la droga come voce narrante del brano. Come un amante prepotente, la droga si impossessa della vita della sua vittima fino a che questa non vuole più uscire di casa. Who Makes You Feel è una dolce traccia trip-pop. Sand in My Shoes affronta il tema della mancanza di tempo nella vita moderna, e il bridge della canzone contiene elementi dance e house. Do You Have a Little Time presenta un ricco tessuto sonoro di archi e un beat hip-hop. This Land Is Mine è un brano riflessivo che secondo PopMatters "avrebbe potuto essere inciso dai Travis o dai Coldplay, ma con un sorriso stampato in faccia. Spoglia e minimalista, la canzone ricorderebbe loro vagamente la Olivia Newton-John dei primi anni Settanta. In See the Sun Dido interpreta la salvatrice di un cuore infranto, e la canzone è stata definita un "mini inno".

## Accoglienza
| Recensione     | Giudizio   |
| -------------- | ---------- |
| AllMusic       | [ 37 ]     |
| BBC            | (vario)    |
| Blender        | [ 38 ]     |
| The Guardian   | [ 39 ]     |
| PopMatters     | (positivo) |
| Rolling Stone  | [ 40 ]     |
| Slant Magazine | [ 34 ]     |

L'album ha ottenuto recensioni prevalentemente positive. Jason MacNeil di PopMatters scrisse una recensione molto positiva, concludendo: "In termini di qualità e spessore, questo album sembra oscurare il precedente". Alexis Petridis del Guardian scrisse: "Sarebbe bello scrivere che il secondo album di Dido è abbastanza solido da bollare i suoi detrattori come snob, insoddisfatti del fatto che la sua musica piaccia alla 'gente comune'... Purtroppo il giudizio non è così univoco".
Barry Walters di Rolling Stone scrisse che "Come No Angel ... non è rivoluzionario, ma possiede una sua integrità". "Life for Rent non proponde nulla di troppo diverso rispetto al primo album di Dido, [No Angel], ... Lei è dimessa e pacata, ma le sue canzoni sono così melodiche e cariche di atmosfera che si insinuano facilmente nel subconscio" scrisse Stephen Thomas Erlewine di AllMusic. Andrew Lynch di entertainment.ie riportò: "Life For Rent non è un capolavoro, ma è contraddistinto dallo stesso fascino dolce, dimesso da ragazza della porta accanto che ha fatto del suo predecessore un grandissimo successo". Derryck Strachan scrisse per BBC Music: " ... marcia sulla linea di confine fra credibilità e popolarità;... Ma con questo album Dido non ha messo il piede in fallo una sola volta. Da un lato, questo implica una serie di brani folk-pop ben eseguiti, dall'altro significa che non ha progredito".

## Tracce
1. White Flag – 4:01 (Dido Armstrong, Rollo Armstrong, Rick Nowels)
2. Stoned – 5:55 (Dido Armstrong, Rollo Armstrong, Lester Mendez)
3. Life for Rent – 3:41 (Dido Armstrong, Rollo Armstrong)
4. Mary's in India – 3:42 (Dido Armstrong, Rollo Armstrong)
5. See You When You're 40 – 5:20 (Dido Armstrong, Rollo Armstrong, Aubrey Nunn)
6. Don't Leave Home – 3:46 (Dido Armstrong, Rollo Armstrong)
7. Who Makes You Feel – 4:21 (Dido Armstrong, Rollo Armstrong, John Harrison)
8. Sand in My Shoes – 5:00 (Dido Armstrong, Rick Nowels)
9. Do You Have a Little Time – 3:55 (Dido Armstrong, Mark Bates, Rick Nowels)
10. This Land Is Mine – 3:46 (Dido Armstrong, Rollo Armstrong, Rick Nowels)
11. See the Sun – 10:36

## Formazione
- Dido - voce, chitarra
- Steve Sidelnyk - batteria, programmazione addizionale
- Rick Nowels - tastiera, chitarra, pianoforte, Fender Rhodes
- James Sanger - programmazione addizionale
- Aubrey Nunn - basso, chitarra, programmazione, pianoforte, tastiera
- Richard Parfitt - chitarra
- Andy Treacey - batteria
- Sudha - percussioni
- Sister Bliss - pianoforte, programmazione addizionale, tastiera addizionale
- Dave Randall - chitarra addizionale
- John Harrison - basso, programmazione, tastiera, batteria
- Paul Herman - chitarra acustica addizionale
- Pete Davies - programmazione addizionale
- Makoto Sakamoto - batteria
- Rusty Anderson - chitarra elettrica
- Mark Bates - tastiera addizionale, programmazione addizionale, harmonium, percussioni, pianoforte
- Carlos Paucar - percussioni
- Pauline Taylor - cori

## Classifiche
| Paese             | Posizione più alta |
| ----------------- | ------------------ |
| Australia         | 1                  |
| Austria           | 2                  |
| Belgio (Fiandre)  | 1                  |
| Belgio (Vallonia) | 1                  |
| Canada            | 2                  |
| Danimarca         | 1                  |
| Finlandia         | 3                  |
| Francia           | 1                  |
| Germania          | 1                  |
| Italia            | 2                  |
| Norvegia          | 2                  |
| Nuova Zelanda     | 1                  |
| Paesi Bassi       | 1                  |
| Polonia           | 1                  |
| Portogallo        | 4                  |
| Regno Unito       | 1                  |
| Stati Uniti       | 4                  |
| Svezia            | 1                  |
| Svizzera          | 1                  |